# 威迫罪
威迫罪（いはくざい）とは、威迫行為を内容とする犯罪をいう。
「面会を強請」「強談威迫」という概念は、ともに警察犯処罰令1条4号に由来する。

## 犯罪類型
証人等威迫罪（刑法）
自己若しくは他人の刑事事件の捜査若しくは審判に必要な知識を有すると認められる者又はその親族に対し、当該事件に関して、正当な理由がないのに面会を強請し、又は強談威迫の行為をした者は、2年以下の懲役又は30万円以下の罰金に処せられる（第105条の2）。 
暴力団による「お礼参り」を防止するため、1958年に行われた刑法一部改正の際に新設された犯罪類型であり、国の刑事司法作用に加え、個人（証人等）の意思決定の自由や私生活の平穏も保護法益とする。
証人等威迫罪（国際刑事裁判所の運営を害する罪）
自己若しくは他人の管轄刑事事件（国際刑事裁判所が管轄権を有する犯罪について国際刑事裁判所がその管轄権を行使する事件）の捜査若しくは裁判に必要な知識を有すると認められる者又はその親族に対し、その事件に関して、正当な理由がないのに面会を強請し、又は強談威迫の行為をした者は、1年以下の懲役又は20万円以下の罰金に処される（国際刑事裁判所協力法52条）。
証人等威迫罪（議院における証人）
各議院から、議案その他の審査又は国政に関する調査のため、出頭を求められた証人又はその親族に対し、当該証人の出頭、証言又は書類の提出に関し、正当の理由がなくて、面会を強要し、又は威迫する言動をした者は、1年以下の懲役又は10万円以下の罰金に処される（議院における証人の宣誓及び証言等に関する法律9条）。
検察審査員等威迫罪
検察審査員若しくは補充員若しくはこれらの職にあつた者又はこれらの親族に対し、威迫の行為をした者は、2年以下の懲役又は20万円以下の罰金に処される（検察審査会法44条の2）。
裁判員等に対する威迫罪
被告事件に関し、当該被告事件の審判に係る職務を行う裁判員若しくは補充裁判員若しくはこれらの職にあった者又はその親族に対し、威迫の行為をした者は、2年以下の懲役又は20万円以下の罰金に処される（裁判員の参加する刑事裁判に関する法律107条）
法人の役員等に対する威迫罪
株式会社や投資法人の役員等から利益供与を受けた者が、その役員等に対して威迫の行為をしたときは、5年以下の懲役又は500万円以下の罰金に処される（会社法970条、投資信託及び投資法人に関する法律236条）。